# Zillya!
Zillya! Антивірус — антивірус від української компанії «Лабораторія Zillya», перша версія якого з'явилася у квітні 2009 року. Надає користувачеві захист від вірусів, троянських програм, шпигунських програм, руткітів, рекламних програм, а також невідомих загроз за допомогою проактивного захисту. Антивірус сертифіковано ДССЗЗІ, рівень захисту Г-2.

## Історія
Перша версія з'явилася у квітні 2009 року.
В жовтні 2013 р. анонсовано і звісно відбувся 13 листопада 2013 р. вихід  Zillya! Антивірус для Бізнесу - який призначений для захисту мереж.
30 травня 2014 р. відбувся реліз, технічна підтримка завершена з 1 лютого 2017 р., а у 2021 року завершився випуск продукту — Zillya! Антивірус Безкоштовний.
15 березня 2016 р. відбувся реліз Zillya! Mobile Antivirus, який призначений для мобільних Android-пристроїв. 25 березня 2019 р. вийшла оновлена версія Zillya! Internet Security for Android 2.0.
12 лютого 2020 р. стало відомо що Zillya!Total Security 3.0 отримав Gold сертифікацію OPSWAT.